# Écluses d'IJmuiden
Aux Pays-Bas, les écluses d'IJmuiden relient le canal de la Mer du Nord à la Mer du Nord. Le complexe a également un important rôle de pompage.
Le complexe d'écluses comprend le Zuidersluis construit en 1876, le Middensluis en 1896, le Noordersluis en 1929, le Zeesluis IJmuiden en 2022 et une station de pompage.
Ce complexe se trouve dans le port d'IJmuiden.

## Dimensions des écluses
Voici la liste des écluses avec les dimensions.
À simple titre de comparaison, les écluse de William I, de Kleine Sluis (Canal de la Hollande-Septentrionale) et les écluses du canal de Panama ont été ajoutées.
| Nom de l'écluse                          | Année de mise en service | Longueur (en m) | Largeur (en m) | Profondeur (en m) |
| ---------------------------------------- | ------------------------ | --------------- | -------------- | ----------------- |
| Zuidersluis                              | 1876                     | 120             | 18             | 8                 |
| Middensluis                              | 1896                     | 225             | 25             | 10                |
| Noordersluis                             | 1929                     | 400             | 50             | 15                |
| Zeesluis IJmuiden                        | 2022                     | 545             | 70             | 18                |
| Kleine Sluis (à titre indicatif)         | 1876                     | 69              | 12             | 5                 |
| Écluse Willem I (à titre indicatif)      | 1826                     | 65              | 15             | 5                 |
| Canal de Panama (à titre indicatif)      | 1914                     | 304             | 33.5           | 12                |
| Écluse du Kieldrecht (à titre indicatif) | 2016                     | 500             | 68             | 17.8              |

## L'écluse Zeesluis IJmuiden
Pendant des années, l'écluse Noordersluis a été la plus grande écluse des Pays-Bas et d'Europe. Avec l'augmentation du trafic, elle est devenue un goulet d'étranglement pour le port d'Amsterdam. La municipalité d'Amsterdam a donc demandé la construction d'une quatrième écluse. Les travaux ont démarré en 2015 pour une ouverture d'abord prévue en 2019, mais qui s'est faite en 2022. Les dimensions sont 545 mètres de long, 70 mètres de large et 18 mètres de profondeur. L'emplacement se situe entre la Noordersluis et la Middensluis. Le coût total était estimé à 848 millions d'euros. Le gouvernement, la province de Hollande-Septentrionale et la ville d'Amsterdam ont contribué financièrement au projet, mais environ 65 pour cent payé par le gouvernement.
Cette écluse est la plus grande du monde par sa surface, toutefois l'écluse de Kieldrecht du port d'Anvers a une profondeur supérieure et peut contenir plus d'eau.

## Le complexe Spui
En 1945, le complexe de vidange avait une capacité de 700 m3/s.
En 1975, un nouveau complexe de drainage a été ajouté. Ceci afin de préserver la nature et éviter que de l'eau saumâtre venant de la mer du Nord n'atteigne l'IJmeer. La station de pompage était dotée de quatre pompes d'une capacité totale de 160 m3/s. En 2004, deux pompes supplémentaires de 50 m3/s chacune, ont été ajoutées, portant la capacité totale à 260 m3/s.
La station de pompage est la plus grande des Pays-Bas et joue un rôle important dans le drainage de la Hollande-Méridionale aussi bien que pour la Hollande-Septentrionale. Chaque année, environ deux milliards de mètres cubes d'eau sont rejetés.

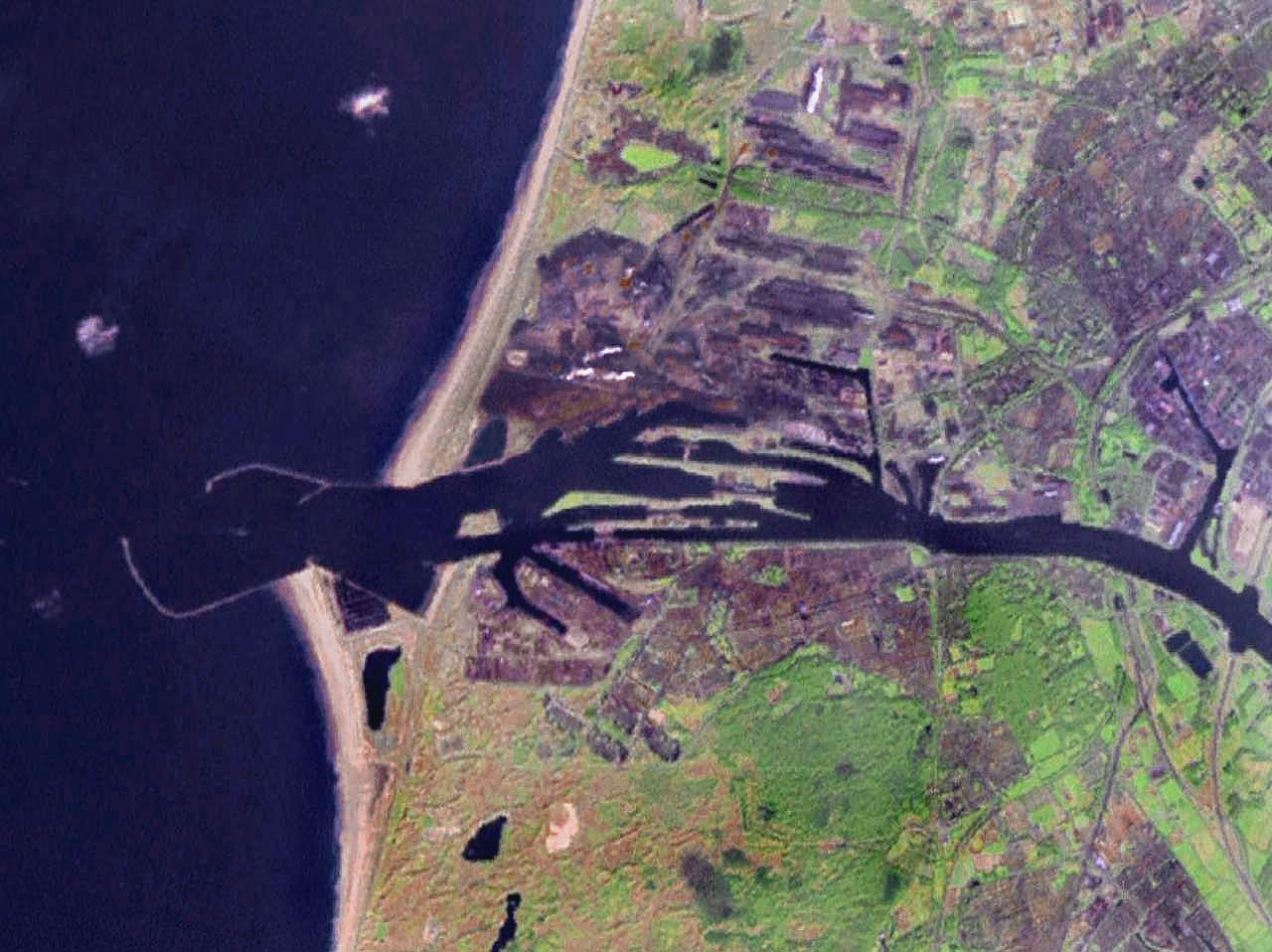
Vue Satellite de IJmuiden en 2005, on peut apercevoir les écluses et le début du Canal de la Mer du Nord, la Zeesluis IJmuiden n'est pas encore construite.
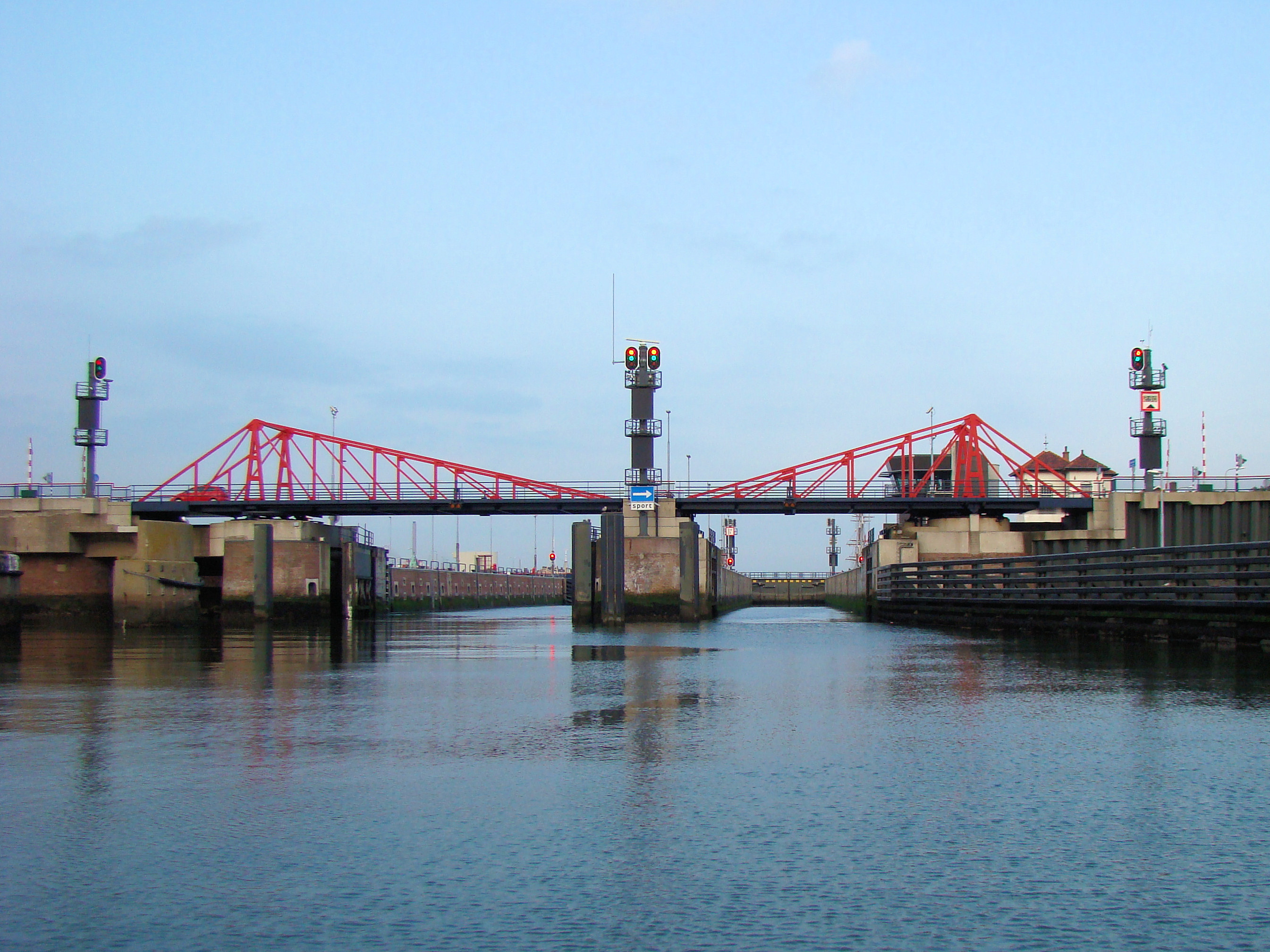
Zuidersluis l'écluse la plus ancienne qui ne sert plus aujourd'hui qu'aux petits vaisseaux et à la plaisance.
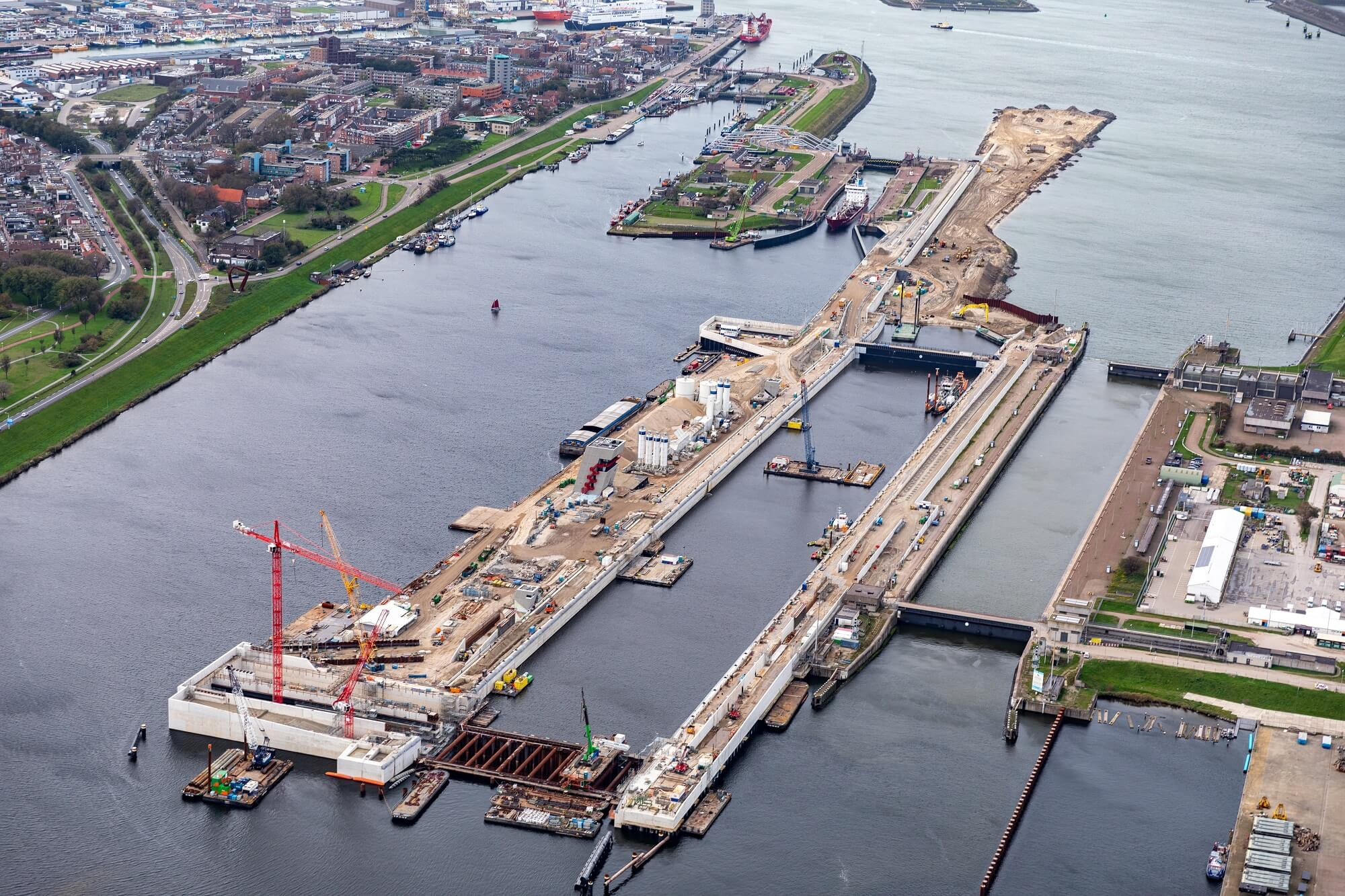
Zeesluis IJmuiden, la plus grande écluse du monde[7]  (encore en construction en 2021).
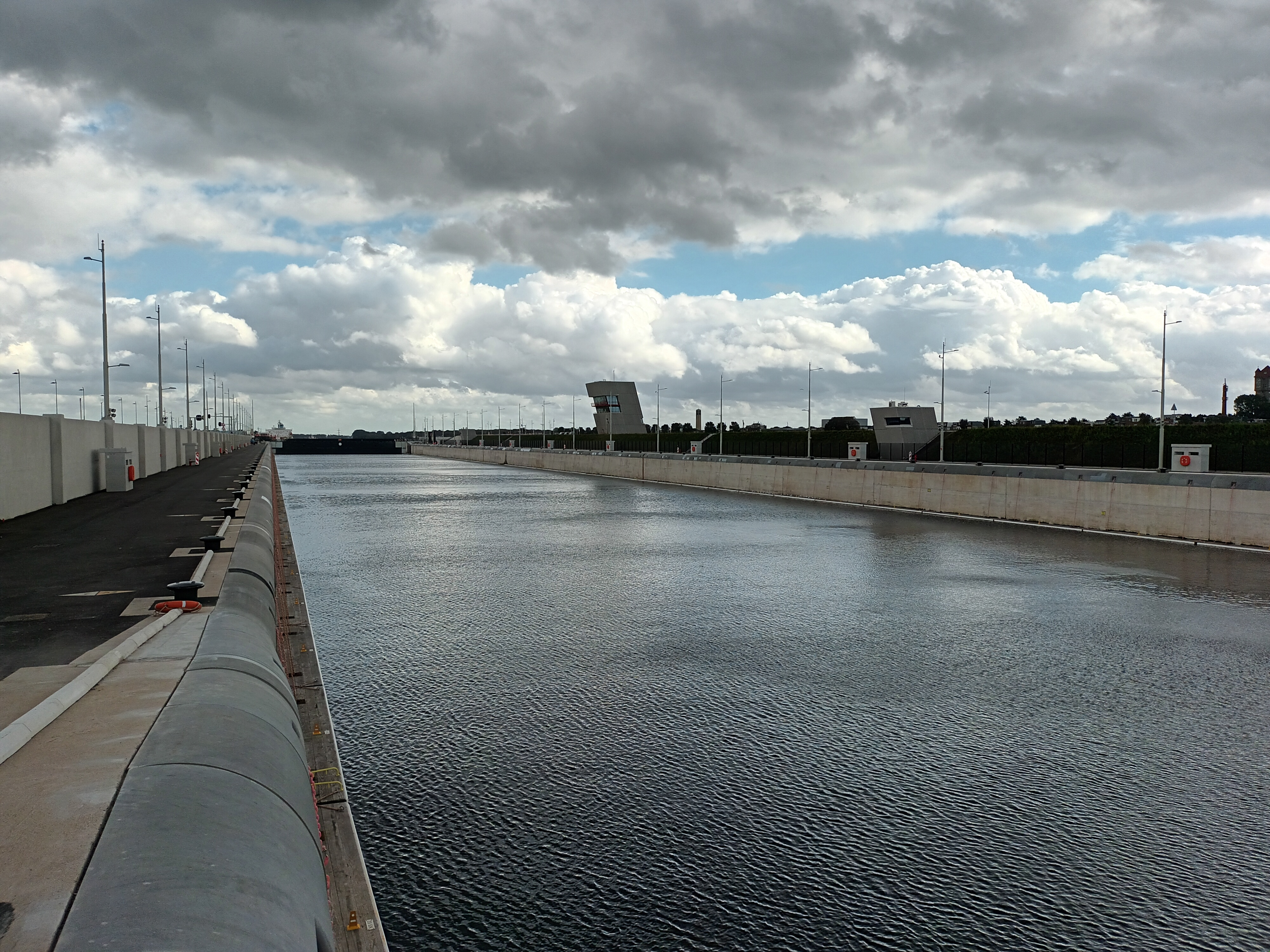
La nouvelle écluse en 2021.